# Лут Микола Овсійович
Лут Микола Овсійович (01.04.1918, с. Малі Карасі, нині Семипалатинська область, Казахстан — 11.04.1944, Ігнатпіль, Житомирська область) — військовик, Герой СРСР (1944), удостоєний посмертно (15.04.1944), учасник Другої світової війни. На службі з 1941 р. Відзначився у вересні 1943 р. в боях за плацдарм на правому березі Дніпра поблизу с. Неданчичі Ріпкинського р-ну Чернігівської обл. Загинув у бою під час визволення Житомирщини, поблизу с. Ігнатпіль, де встановлено пам'ятник.
Посада: помічник командира взводу 218-го гвардійського стрілецького полку 77-ї гвардійської стрілецької дивізії 61-ї армії Центрального фронту
Звання: старший сержант